# Adriana Moreno
Adriana Moreno (San Felipe, 6 de diciembre del 2000) es una futbolista chilena que juega como delantera en Coquimbo Unido de la Primera División de fútbol femenino de Chile.

## Trayectoria
En su etapa escolar, además de fútbol, practicó básquetbol y balonmano. Incluso, llegó a ser seleccionada nacional junior en este último deporte. 
Empezó su carrera profesional en Everton de Viña del Mar, disputando la temporada 2020 y 2021 con las ruleteras. En esta etapa, sufrió una lesión de ligamentos cruzados, donde le dijeron que no podría volver a jugar fútbol. Sin embargo, tras operarse, logró recuperarse satisfectoriamente. 
Durante 2022 es parte del plantel de Santiago Morning, marcando dos goles durante el torneo.
En 2023 se suma a Unión Española, logrando el ascenso a la Primera División y resultando subcampeonas del torneo. Moreno fue la goleadora del equipo con 27 anotaciones. Ese desempeño en liga captó el interés de Coquimbo Unido, quien la fichó para la temporada 2024. 

## Clubes
| Club                    | País  | Año           |
| ----------------------- | ----- | ------------- |
| Everton de Viña del Mar | Chile | 2020-2021     |
| Santiago Morning        | Chile | 2022          |
| Unión Española          | Chile | 2023          |
| Coquimbo Unido          | Chile | 2024-presente |